# Huachuca City
Huachuca City város az USA Arizona államában, Cochise megyében. Lakosainak száma 1626 fő (2020. április 1.).

## Népesség
A település népességének változása:

| 2010 | 1 853 |
| 2020 | 1 626 |